# LIKE A NOVEL
『LIKE A NOVEL』（ライク・ア・ノヴェル）は、Hilcrhymeが2012年11月28日にユニバーサルJから発売した4枚目のオリジナルアルバム。

## 概要
初回盤には、Music Video2曲を収録したDVD付。

## 収録曲

### CD
1. LIKE A NOVEL -prologue-
2. NOISE
一曲目から曲間は無しで続いている。DJ KATSU曰く「一曲目の穏やかな雰囲気からいきなり嵐が来る感じ」との事。TOCはライブで盛り上がれるようにとHOOKにコール&レスポンスを入れた。実際にはライブで盛り上がり、定番曲となっている。
3. Kaleidoscope
  - 12thシングル
4. Running
TOCが通っているトレーニングジムでランニングマシンで走っている時に「ランニングしながら聴ける曲を」と作られた曲。曲のBPMも人の走りやすい早さになっているという。
5. 蛍
  - 10thシングル
6. STAY ALIVE
7. Fake City -Instrumental-
8. 夜ノ音
9. 我ガママ
途中でスパッとビートが切れアカペラが始まったり、繰り返し繰り返しのHOOKが無かったりと少し不規則な曲となっている。Hilcrhyme TOUR 2013 "LIVE A NOVEL"ではアカペラに入る前にTOCがボイスパーカッションを披露している。
10. ジグソーパズル
  - 11thシングル
11. LIFE IS GOOD

### DVD
初回盤のみ
1. 蛍 (Music Video)
2. ジグソーパズル (Music Video)